# گونکی مونوگاتاری

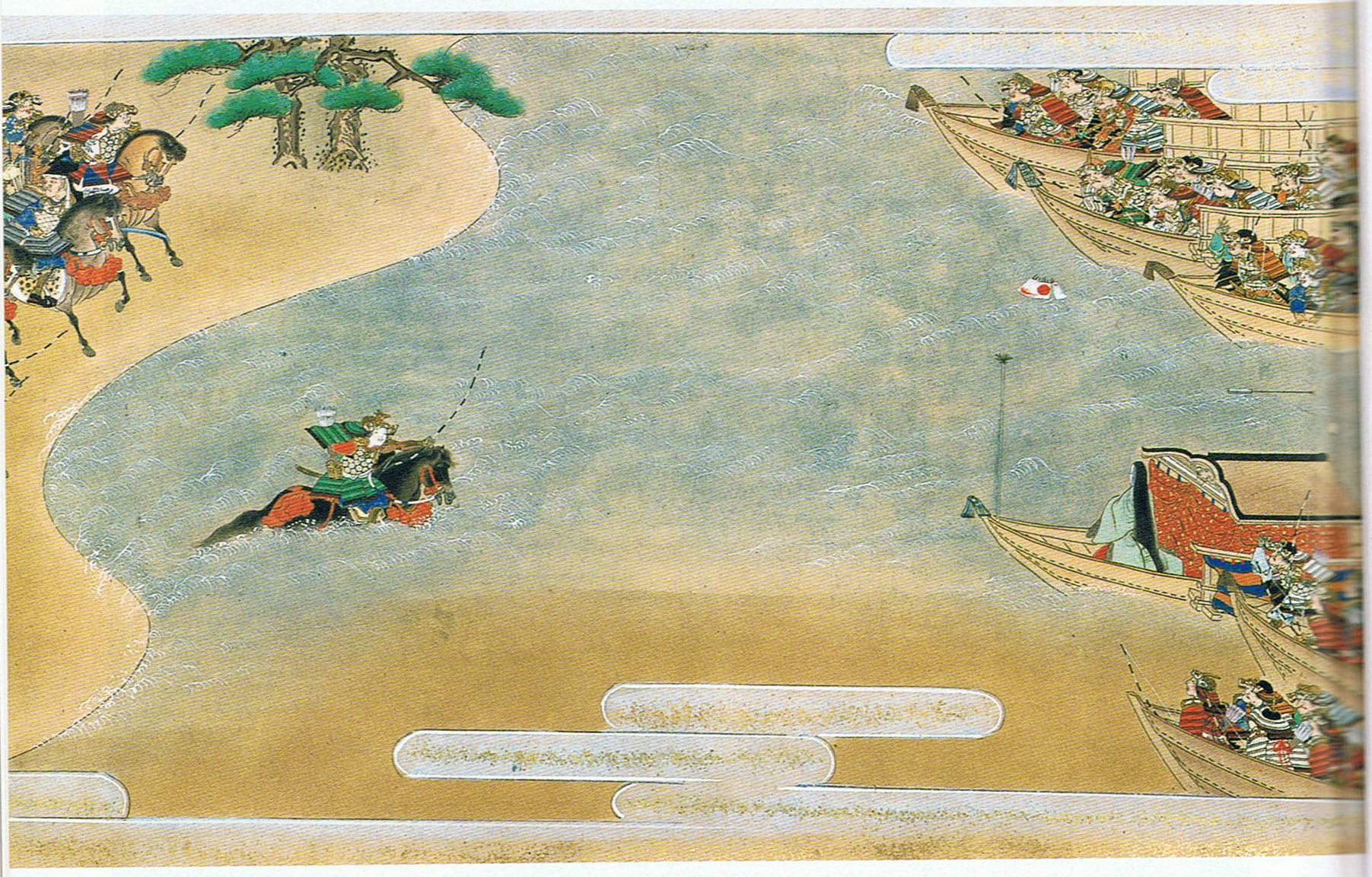
نبرد یاشیما ناسو

گونکی مونوگاتاری (به ژاپنی: 軍記物語 Gunki monogatari) یک شاخه از ادبیات ژاپنی است. در درجه اول این نوع داستان ادبی در مورد جنگ و درگیری، به ویژه جنگ‌های داخلی که بین ۱۱۵۶ و ۱۵۶۸ رخ داد، در دوره کاماکورا و دوره موروماچی نوشته شده‌است. نمونه‌هایی از این سبک شامل «هوگن مونوگاتاری» و «هیجی مونوگاتاری». شناخته‌شده‌ترین آن داستان هیکه است.